# Пожиттєва цінність клієнта
Пожиттєва цінність клієнта (англ. customer lifetime value, CLV або часто CLTV), пожиттєва цінність (life-time value, LTV) — це передбачення чистого доходу, пов'язаного з усіма майбутніми відносинами з клієнтом. Модель прогнозу може мати різні рівні точності, що варіюються від приблизних, евристичних, до складних, що використовують техніки предикативного аналізу.
Довічну цінність клієнта також можна описати як грошову вартість відносин з клієнтом на підставі поточних розмірів видимих майбутніх грошових потоків від відносин з клієнтом. Пожиттєва цінність клієнта — це важливе поняття в тому плані, що воно стимулює перенесення фокуса компаній з квартальних доходів на довгострокові здорові відносини зі своїми клієнтами. Пожиттєва цінність клієнта — це важливий показник, оскільки вона являє собою верхній поріг витрат на покупку нових клієнтів.
Одна з перших згадок цього терміна трапилася 1988 року в книзі Database Marketing, що містить детальні робочі приклади.